# Christina Aguilar
Christina Aguilar (tiếng Thái: คริสติน่า อากีล่าร์) (sinh ngày 31 tháng 10 năm 1966) là một ca sĩ Thái Lan có cha là người Philippines và mẹ là người Pháp gốc Việt. Cô thường được gọi là Nữ hoàng khiêu vũ Thái Lan. Album đầu tay Ninja của cô đã được chứng nhận bạch kim với 1 triệu bản được bán ra, đây là lần đầu tiên dành cho một nữ ca sĩ Thái Lan . Cô cũng là nghệ sĩ Thái Lan đầu tiên và duy nhất có bốn album bán được hơn 1 triệu bản; album thứ ba của cô Red Beat là album bán chạy nhất mọi thời đại của nữ nghệ sĩ trong ngành công nghiệp âm nhạc Thái Lan, bán được 3 triệu bản. 8 album solo của cô đã bán được hơn 10.5 triệu bản (không bao gồm các album đặc biệt).